# رشدي أشنطيح
رشدي أشنطيح (بالهولندية: Rochdi Achenteh)‏ هو لاعب كرة قدم مغربي من مواليد (7 مارس 1988) في أيندهوفن بهولندا ، يلعب حاليا مع فريق نادي فيتيس أرنيهم بالدوري الهولندي .

## روابط خارجية
- رشدي أشنطيح على موقع قاعدة بيانات كرة القدم.إي يو (الإنجليزية)
- رشدي أشنطيح على موقع ناشيونال فوتبول تيمز (الإنجليزية)
- رشدي أشنطيح على موقع Soccerway.com (الإنجليزية)
- رشدي أشنطيح على موقع عالم كرة القدم.نت (الإنجليزية)